# Смит, Эдмунд Кирби
Эдмунд Кирби Смит (англ. Edmund Kirby Smith; 16 мая 1824 — 28 марта 1893) — офицер армии США, генерал армии КША и педагог.
Смит участвовал в мексиканской войне, потом уволился из армии США и вступил в ряды армии Конфедерации, где получил звание генерала. Он был ранен в первом сражении при Булл-Ран, был переведён на запад, где командовал крупным подразделением во время Кентуккийской кампании. В январе 1863 года стал командиром Транс-Миссисипского департамента, и в этой роли потерпел неудачу в попытке деблокировать Виксберг. После падения Виксберга его департамент оказался отрезан от Конфедерации и превратился в независимое образование, известное как «Владения Кирби». В ходе кампании Ред-Ривер ему удалось разгромить федеральную армию Натаниеля Бэнкса. 2 июня 1865 года Смит капитулировал в Гальверстоне, оказавшись последним сдавшимся полевым генералом. Он бежал в Мексику, затем на Кубу. Вернувшись после амнистии, Смит преподавал математику и ботанику в Теннесси.

## Ранние годы
Смит родился в Сен-Огастине во Флориде, и был младшим сыном адвоката Джозефа Ли Смита и Фрэнсис Кирби Смит. Его родители происходили из Коннектикута, где родились их старшие дети. Семья переехала во Флориду в 1821 году, и Смит-Старший стал верховным судьёй Территории Флорида. В 1841 году Кирби Смит поступил в академию Вест-Пойнт, которую окончил 25-м по успеваемости в выпуске 1845 года. Его определили в 5-й пехотный полк во временном звании второго лейтенанта. В 1845—1846 годах Смит служил в Техасе, затем принял участие в войне с Мексикой. Он сражался при Пало-Альто и при Ресаке. 22 августа 1846 года он получил постоянное звание второго лейтенанта и был переведён в 7-й пехотный полк.
Участвуя в кампании Скотта против Мехико, Смит принял участие в осаде Веракруса в марте 1847 года, и в сражении при Серро-Гордо, за которое получил временное звание первого лейтенанта. Он так же сражался при Контрерас и Чурубуско, получив временное звание капитана за Контрерас. Он так же участвовал в сражении при Молино-дель-Рей, в штурме Чапультепека и взятии Мехико. В 1848—1849 годах служил в Миссури, а с 23 октября 1849 по 11 ноября 1852 преподавал в Вест-Пойнте математику. 9 марта 1851 года Смит получил постоянное звание первого лейтенанта 7-го пехотного полка.
В 1853 году Смит служил в форте Браун в Техасе, в 1854 в форте Блисс, в 1855 году — в форте Мейсон в Техасе. 3 марта 1855 года он получил звание капитана 2-го кавалерийского полка. С 1856 по 1861 год служил в различных фортах Техаса, вёл приграничную разведку, был ранен в боях с команчами, и 31 января 1861 года получил звание майора 2-го кавалерийского полка. В 1861 году, находясь на службе в форте Мейсон, Смит взял отпуск, а 6 апреля 1861 года уволился из армии США.

## Гражданская война
16 марта 1861 года Смит вступил в ряды армии Конфедерации в качестве майора артиллерийских войск. Позже он был переведён в кавалерию и повышен до подполковника. Недолго прослужив в долине Шенандоа под командованием Джозефа Джонстона, он 17 июня 1861 года был повышен до бригадного генерала и получил в командование бригаду в армии Шенандоа. Бригада состояла из пяти пехотных полков и одной приданной батареи:
- 9-й Алабамский пехотный полк, полк. Кадмус Уилкокс
- 10-й Алабамский пехотный полк, полк. Джон Форни[англ.]
- 11-й Алабамский пехотный полк, полк. Мур.
- 19-й Миссисипский пехотный полк, полк. Мотт
- 38-й Вирджинский пехотный полк, полк. Эдмондс
- батарея Thomas Artillery, капитан Станард

В июле 1861 года армии Шенандоа было приказано переместиться к Манассасу. Бригада Смита была последней в очереди на погрузку в эшелон, поэтому не успела принять участие в первом сражении при Булл-Ран. Смит, однако, успел прибыть на поле боя (сдав бригаду полковнику Форни) и, как старший по званию, возглавил бригаду полковника Арнольда Элзи.
В этом сражении Смит был ранен в шею и плечо. Его направили для восстановления здоровья в тыл, где он управлял департаментом Флорида. Смит вернулся на военную службу 11 октября в качестве генерал-майора и дивизионного командира.

### Кентуккийская кампания
В феврале 1862 года Смит был направлен командовать армией восточного Теннесси. Вместе с генералом Брэкстоном Брэггом он осуществлял вторжение в Кентукки, одержал победу над противником в сражении при Ричмонде 30 августа, и 9 октября был повышен до генерал-лейтенанта, и назначен корпусным командиром теннесийской армии. 17 февраля 1864 он был удостоен официальной благодарности Конгресса за действия под Ричмондом. Был произведён в генералы армии КША (став последним, кому это звание было присвоено).

### Виксбергская кампания
После падения Виксбурга командовал Транс-Миссисипским Департаментом Конфедерации. Ближе к концу войны он приказал всем солдатам Конфедерации отходить на запад от реки Миссисипи. Он капитулировал со своими войсками (отказавшись от боя) в Новом Орлеане 26 мая 1865 года, через полтора месяца после капитуляции основных сил южан во главе с генералом Робертом Ли.
После окончания войны Смит работал в телеграфном и железнодорожном бизнесе, а также был профессором колледжа до своей смерти.